# Língua pangasinesa
A língua pangasinesa ou pangasiana é uma língua Autronésia falada por cerca de 1,5 milhões de pessoas principalmente na  provincia de Pangasinán nas Filipinas, onde é língua regional oficial. É também falada no oeste da ilha de Luzón e há falantes dessa língua em outros locais nas Filipinas, como na província de Benguet e em algumas áreas de  Zambales, Tarlac, Nueva Ecija, Nueva Vizcaya e Ifugao. Há também comunidades de imigrantes Pangasineses nos Estados Unidos, principalmente na região da Baía São Francisco (Califórnia).
A língua se relaciona com as línguas Tagalo, Ilocano e Ibaloi, que é falada na província Benguet e em Baguio City.

## Escrita
Desde a conquista espanhola em 1571, a língua pangasinesa sempre foi escrita com o  Alfabeto latino, mas antes disso tivera sua própria escrita, a qual se relaciona com a escrita Tagalo e outras nativas das Filipinas. Apresenta as 26 letras tradicionais com pronúncia mais próxima do espanhol, mais o Ng (som como nosso nh) e o ditongo aa (a longo);

## Amostra de texto
Say salitan Pangasinan so sakey ya salitan Malayo-Polynesian ya sanga na boleg ya salitan Austronesian. Onsulok ya 1 milyon so mansasalita na say salitan Pangasinan. Naananap ed luyag na Pangasinan, tan naanap ed bansa na Filipinas, so saray karaklan na makapansalita na sayan salita. Balet wala met ray naanap ya makapansalita na Pangasinan ed luyag na La Union, Tarlac, Zambales, tan diad Metro Manila, diad parehas ya bansa.